# Year of the Horse (album)
Albums de Neil Young
Broken Arrow
(1996) Silver & Gold
(2000)
Year of the Horse est un album de Neil Young enregistré en public.

## Historique
Un documentaire intitulé Year of the Horse, réalisé par Jim Jarmusch et qui retrace la tournée 1996 du chanteur et du groupe Crazy Horse, sort en 1997. L'album musical homonyme, avec les enregistrements des performances de ladite tournée (enregistrements qui ne figurent pas dans le documentaire), paraît la même année,.

## Titres
1. When You Dance – 6:20
2. Barstool Blues – 9:02
3. When Your Lonely Heart Breaks – 5:04
4. Mr. Soul – 5:05
5. Big Time – 7:28
6. Pocahontas – 4:50
7. Human Highway – 4:07
8. Slip Away – 10:52
9. Scattered – 4:00
10. Danger Bird – 13:34
11. Prisoners – 6:40
12. Sedan Delivery – 7:16

## Musiciens
- Neil Young – guitare, piano, harmonica, vocaux
- Poncho Sampedro – guitare, clavier, vocaux
- Billy Talbot – guitare basse, vocaux
- Ralph Molina – batterie, percussion, vocaux